# ソニア・ラナマン
ソニア・ラナマン （Sonia Lannaman、1956年3月24日 - ）は、イギリスの陸上競技選手。1980年モスクワオリンピックの銅メダリストである。バーミンガム出身。

## 経歴
ラナマンは、1972年ミュンヘンオリンピックに16歳で出場を果たす。100mに出場し、1次予選で11秒45の英国ジュニア新記録を樹立し2次予選まで進んだ。1973年のヨーロッパジュニア選手権では100mで優勝、4×100mリレーで3位と好成績を残す。1974年のコモンウェルスゲームズでは4×100mリレーで銀メダルを手にしている。
ラナマンは、1976年モントリオールオリンピックの年、100mで追風参考ながら10秒8の驚異的な記録を出し、さらに200mでも英国新記録を樹立。一気に短距離2種目でのメダル獲得の期待が高まった。しかし、怪我のため、オリンピックでは走ることなく終わっている。
1978年はコモンウェルスゲームズで、100m、4×100mリレーで金、200mで銀、さらにその直後に開催されたヨーロッパ選手権でも4×100mリレーで銀メダルを獲得した。
1980年には100mで11秒20、200mで22秒58の自己ベストを樹立。7月に行われたモスクワオリンピックでは100mと4×100mリレーに出場。100mは準決勝で敗退してしまったものの、4×100mリレーでは、ヘザー・ハント、キャシー・スモールウッド、ビバリー・ゴダードのイギリスチームは42秒43で東ドイツ、ソ連に次いで3位となり銅メダルを獲得した。 
ラナマンは、1982年のコモンウェルスゲームズでも4×100mリレーで金メダルを獲得している。

## 自己ベスト
- 100m - 11秒20 (1980年)
- 200m - 22秒58 (1980年)

## 主な実績
| 年   | 大会                     | 場所                                 | 種目         | 結果      | 記録         |
| ---- | ------------------------ | ------------------------------------ | ------------ | --------- | ------------ |
| 1972 | オリンピック             | ミュンヘン(西ドイツ)                 | 100m         | 5位       | 11秒72（qf） |
| 1974 | コモンウェルスゲームズ   | クライストチャーチ(ニュージーランド) | 100m         | 7位（sf） | 11秒93       |
| 1974 | コモンウェルスゲームズ   | クライストチャーチ(ニュージーランド) | 4×100mリレー | 2位       | 44秒30       |
| 1976 | ヨーロッパ室内陸上選手権 | ミュンヘン(西ドイツ)                 | 60m          | 2位       | 7秒25        |
| 1976 | オリンピック             | モントリオール(カナダ)               | 100m         | -（h）    | DNS          |
| 1976 | オリンピック             | モントリオール(カナダ)               | 200m         | -（h）    | DNS          |
| 1977 | IAAFワールドカップ       | デュッセルドルフ(西ドイツ)           | 100m         | 2位       | 11秒26       |
| 1978 | コモンウェルスゲームズ   | エドモントン(カナダ)                 | 100m         | 1位       | 11秒27       |
| 1978 | コモンウェルスゲームズ   | エドモントン(カナダ)                 | 200m         | 2位       | 22秒89       |
| 1978 | コモンウェルスゲームズ   | エドモントン(カナダ)                 | 4×100mリレー | 1位       | 43秒70       |
| 1978 | ヨーロッパ陸上選手権     | プラハ(チェコスロバキア)             | 100m         | 8位       | 11秒67       |
| 1978 | ヨーロッパ陸上選手権     | プラハ(チェコスロバキア)             | 4×100mリレー | 2位       | 42秒72       |
| 1980 | オリンピック             | モスクワ(ソビエト連邦)               | 100m         | 5位（sf） | 11秒38       |
| 1980 | オリンピック             | モスクワ(ソビエト連邦)               | 200m         | 8位       | 22秒80       |
| 1980 | オリンピック             | モスクワ(ソビエト連邦)               | 4×100mリレー | 3位       | 42秒43       |
| 1982 | コモンウェルスゲームズ   | ブリズベン(オーストラリア)           | 100m         | 9位       | 11秒48       |
| 1982 | コモンウェルスゲームズ   | ブリズベン(オーストラリア)           | 4×100mリレー | 1位       | 43秒15       |

- sfは準決勝、qfは2次予選、hは1次予選